# 通恵河

通州区を通る通恵河

通恵河（つうけいが、簡体字: 通惠河, 拼音: tōnghuì hé）は、中華人民共和国の首都北京市を流れる河川のひとつで、京杭大運河の一部。長さ約20キロで、西は東城区の東便門から始まって朝陽区を通り、通州区で合流して北運河となる。

## 概要
通恵河は大元ウルスの時代に郭守敬によって整備された運河であり、1292年（至元29年）に着工して1293年（至元30年）秋に完成し、クビライによって「通恵河」と名付けられた。
通恵河は明代以後は御河（玉河）と改称された。1528年（嘉靖7年）、呉仲らの提議で通恵河の改修と江南で行われていた剥運と呼ばれる運送方法の改革が実施され、通州と北京の間の食糧の輸送が大幅に改善された。1696年（康熙35年）、康熙帝は国家が独占してきた通恵河での物資輸送に関して、民間船の導入を許すことにした。
1956年、城内を流れる箇所は全て暗渠とされ、そのために20世紀後半には水質が変わり墨汁のようになった。後に汚水処理施設が整備され、通恵河の水質は改善されるようになった。